# Dicerca

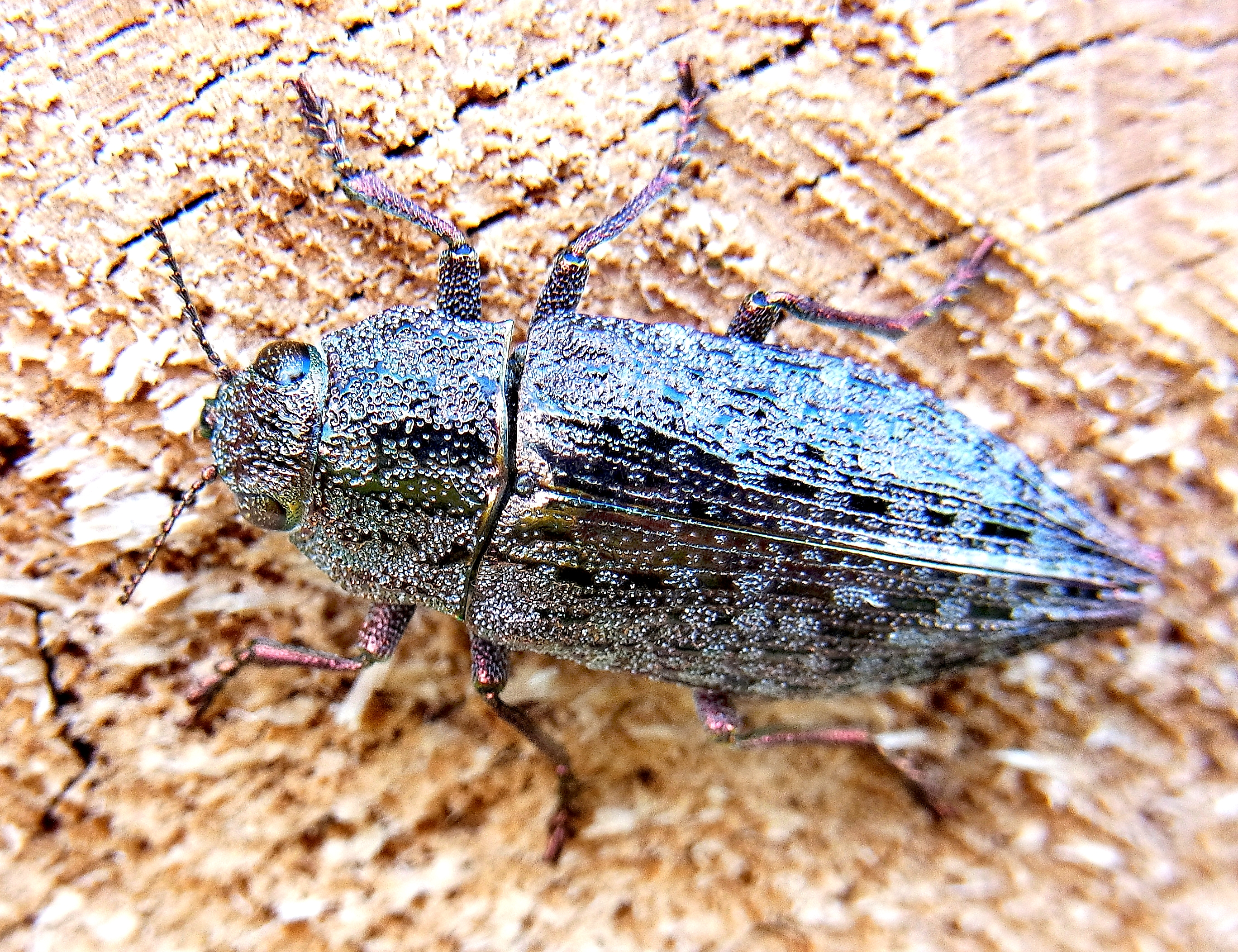
Dicerca alni

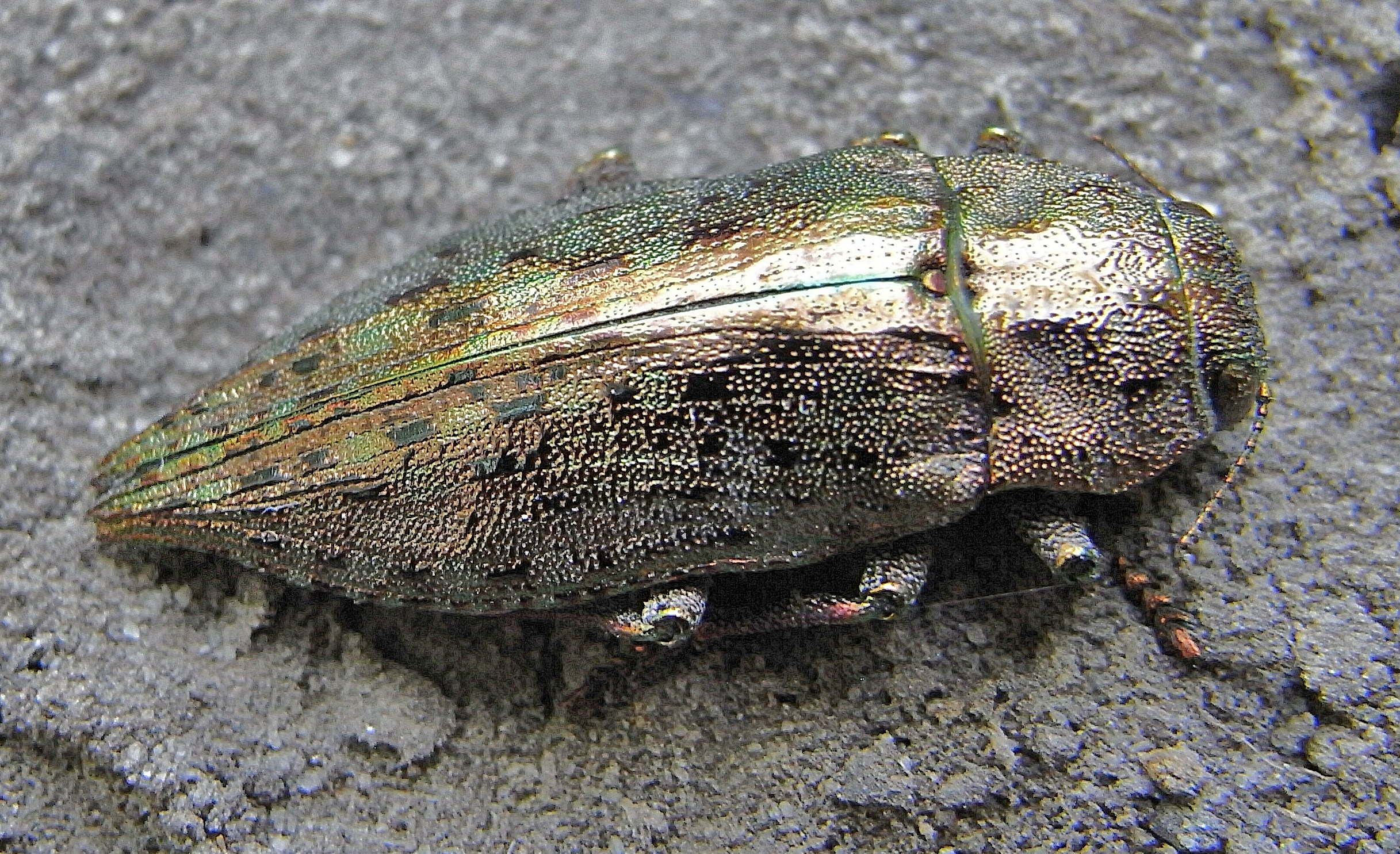
Dicerca berolinensis

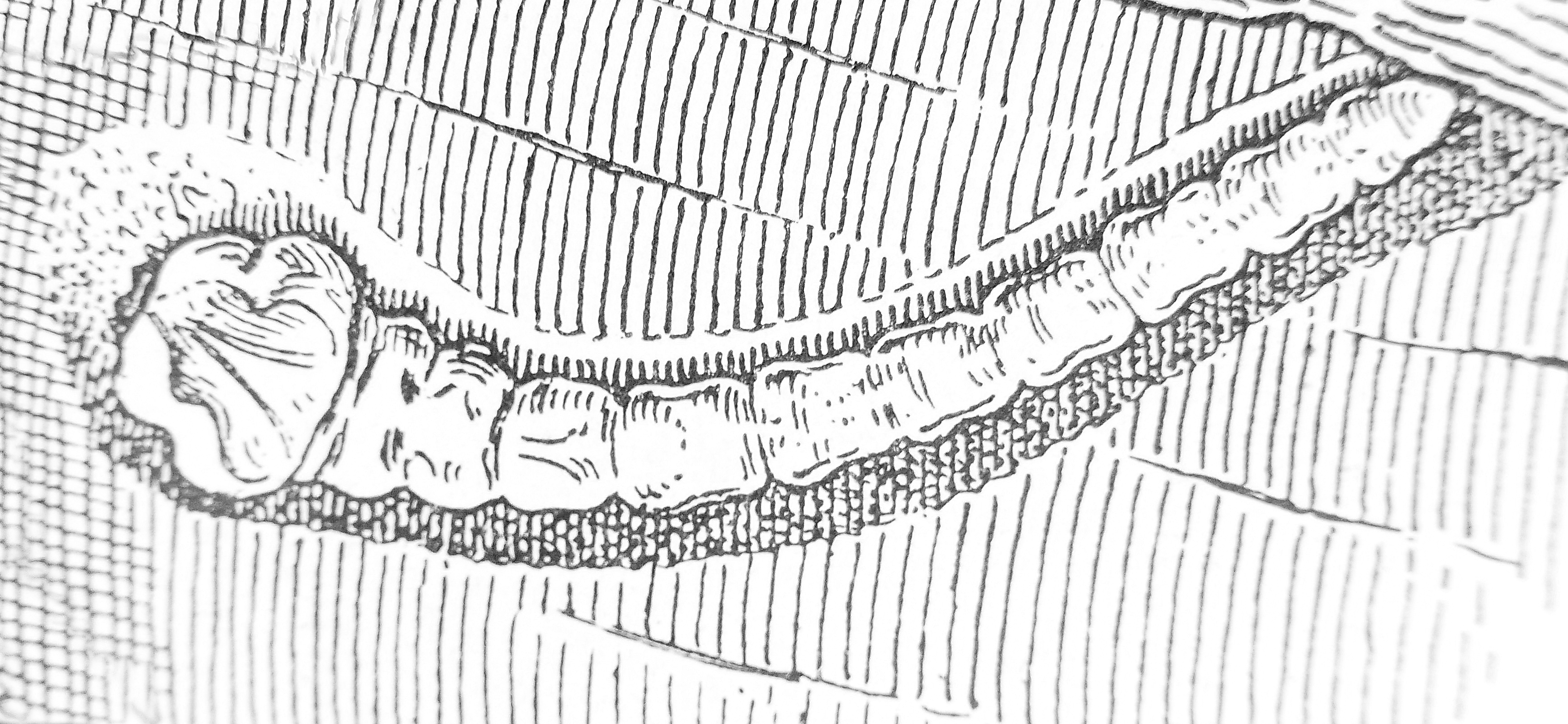
Larwa D. berolinensis

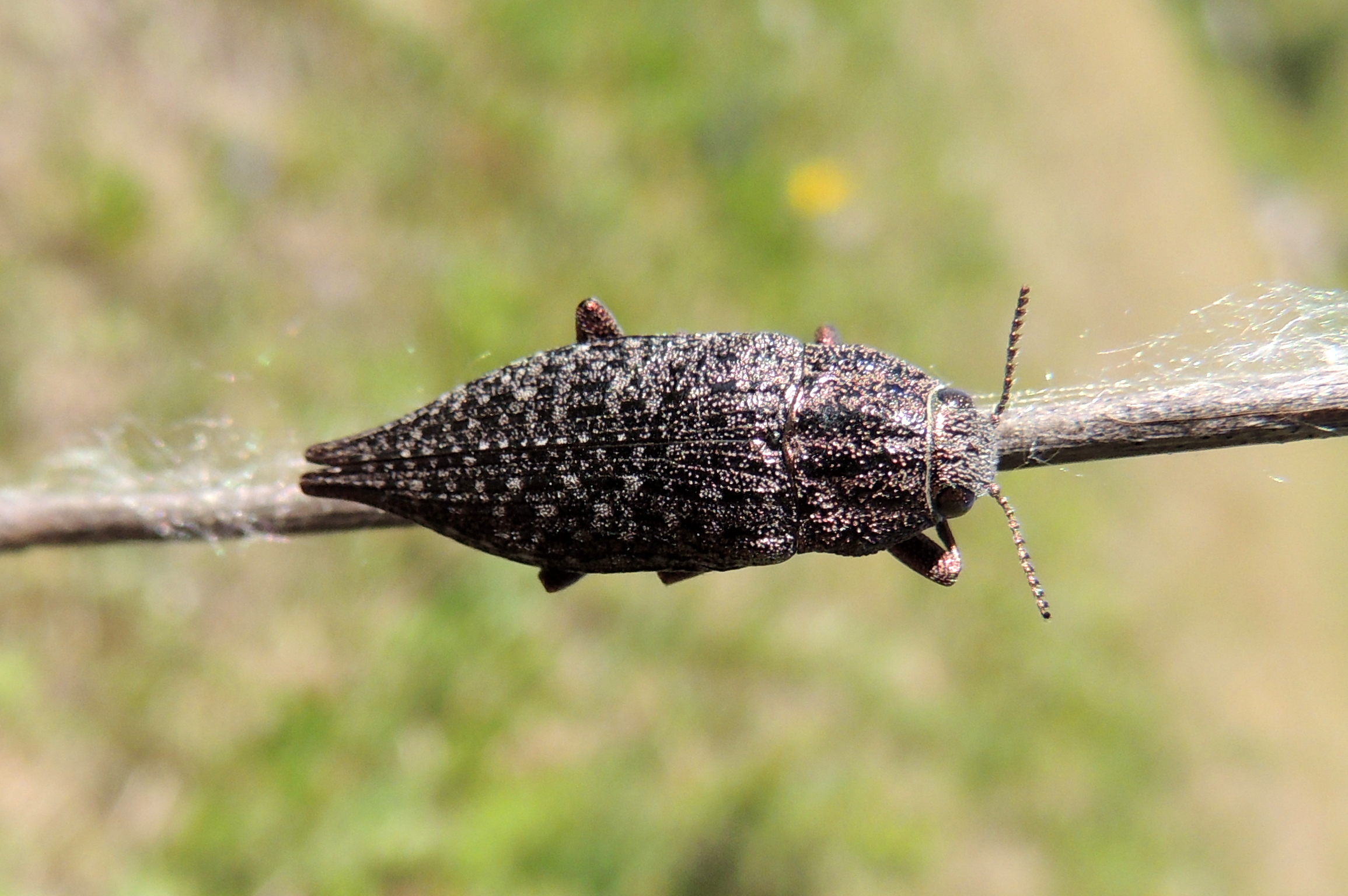
Dicerca furcata

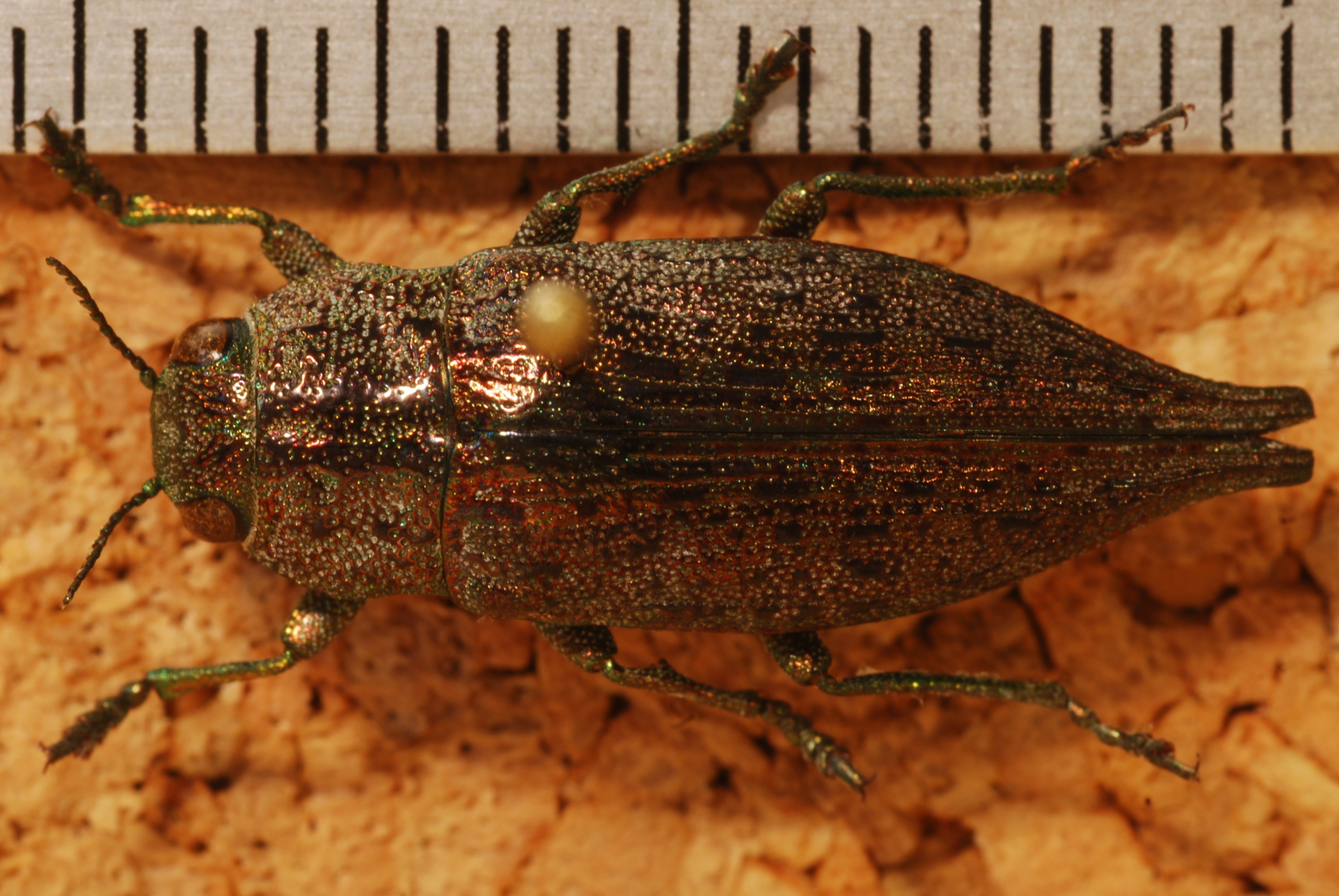
Dicerca divarticata

Dicerca – rodzaj chrząszczy z rodziny bogatkowatych i podrodziny Chrysochroinae. Obejmuje 46 opisanych gatunków. Zamieszkuje Holarktykę. Larwy są saproksylofagami. Dorosłe osobniki latają w ciepłe, słoneczne dni.

## Morfologia
Chrząszcze o ciele w obrysie owalnym, wydłużonym, silnie zwężonym ku tyłowi. Ubarwienie od miedzianego i mosiężnego, przez matowy brąz po czerń. Niekiedy występuje zielonkawy połysk. Głowa płaska lub z lekkim wciskiem, o powierzchni pomarszczonej i krótkim, wykrojonym nadustku. Czułki mają człony piłkowane od czwartego wzwyż. Poprzeczne przedplecze ma łukowato wyciętą przednią krawędź i podwójnie falistą krawędź tylną. Wydłużone pokrywy mają zwykle ogoniasto przedłużone wierzchołki. Zapiersie ma delikatny rowek przez środek. Uda dwóch początkowych par odnóży silniej nabrzmiałe niż tylne. Tylna para z biodrami silnie rozszerzonymi pośrodku i wyraźnie dłuższymi niż w innych parach goleniami.
Larwy cechuje matowa płytka grzbietowa ze znakiem w kształcie odwróconego „V” oraz ostatni segment ciała pozbawiony pary twardych wyrostków. Przynajmniej u części gatunków występują pozostałości odnóży.

## Biologia i ekologia
Larwy tych bogatkowatych żerują w bieli i twardzieli martwych drzew lub martwych części drzew żyjących. Tylko u D. pugionata odnotowano drążenie w drewnie wyglądającym na zdrowe. Owady dorosłe są aktywne w ciepłe, słoneczne dni. U wielu gatunków osobniki dorosłe hibernują u podstawy pni i pod kłodami. Cykl życiowy u D. berolinensis w Europie Środkowej trwa 3 do 7 lat.

## Rozprzestrzenienie
Rodzaj holarktyczny. W krainie nearktycznej występuje 27 gatunków, z czego 3 w Meksyku, a 24 na północ od niego. Z terenu Polski wykazano 6 gatunków: D. aenea, D. alni, D. berolinensis, D. furcata, D. herbstii i D. moesta, przy czym rekord dotyczący D. herbstii jest wątpliwy. D. moesta jest objęty w Polsce ścisłą ochroną gatunkową.

## Taksonomia
Takson ten wprowadzony został w 1839 roku przez Johanna Friedricha von Eschscholtza. Gatunkiem typowym wyznaczono Buprestis aenea.
Należy tu 46 opisanych gatunków:
- Dicerca aenea (Linnaeus, 1766)
- Dicerca aeneovaria Waterhouse, 1882
- Dicerca alni (Fischer von Waldheim, 1824)
- Dicerca amphibia Marseul, 1865
- Dicerca asperata (Laporte & Gory, 1837)
- Dicerca berolinensis (Herbst, 1779)
- †Dicerca bilinica Prokop & Bílý, 1999
- †Dicerca bronni Heyden, 1859
- Dicerca cajonensis Knull, 1944
- Dicerca callosa Casey, 1909
- Dicerca caudata LeConte, 1860
- Dicerca chlorostigma Mannerheim, 1837
- Dicerca corrugata Fairmaire, 1902
- Dicerca crassicollis LeConte, 1857
- Dicerca divaricata (Say, 1823)
- Dicerca dumolini (Laporte & Gory, 1837)
- †Dicerca eurydice Wickham, 1914
- Dicerca furcata (Thunberg, 1787)
- Dicerca herbstii (Kiesenwetter, 1857)
- Dicerca hesperoborealis Hatch & Beer, 1938
- Dicerca hornii Crotch, 1873
- Dicerca inconspicua Waterhouse, 1882
- Dicerca juncea Knull, 1958
- Dicerca kurosawai Hattori & Akiyama, 1999
- Dicerca lepida LeConte, 1857
- Dicerca lugubris LeConte, 1860
- Dicerca lurida (Fabricius, 1775)
- Dicerca moesta (Fabricius, 1793) – poraj
- Dicerca mutica LeConte, 1860
- Dicerca obscura (Fabricius, 1781)
- Dicerca obtusa Kraatz in: Heyden & Kraatz, 1882
- Dicerca pectorosa LeConte, 1857
- †Dicerca prisca Heer, 1847
- Dicerca propinqua Waterhouse, 1882
- Dicerca pugionata (Germar, 1824)
- Dicerca punctulata (Schönherr, 1817)
- Dicerca querci Knull, 1941
- †Dicerca reticulatoides Bellamy, 2003
- Dicerca scabida Marseul, 1865
- Dicerca sexualis Crotch, 1873
- Dicerca spreta (Gory, 1841)
- Dicerca tenebrica (Kirby, 1837)
- Dicerca tenebrosa (Kirby, 1837)
- Dicerca tibialis Lewis, 1893
- Dicerca tuberculata (Laporte & Gory, 1837)
- Dicerca vitalisi Descarpentries & Villiers, 1963